# 当我爱上你
《当我爱上你》（日語：僕は君に恋をする）是平井坚的第31张单曲，于2009年10月21日由DefSTAR Records发行。正式版的唱片编号是DFCL-1603，包含1DVD的初回限定版的唱片编号是DFCL-1601。

## 简介
- 此曲为东宝电影《属于你的我的初恋》（僕の初恋をキミに捧ぐ）的主题曲。

### 被改編歌曲
- 主唱：陳柏宇0/《再見不再見》（粵語）（2010年）/0填詞: 黃凱琪

## 收录曲目

### CD
1. （当我爱上你）（5:12）
  - 詞曲：平井堅／編曲：龜田誠治
2. （不是一個人）（4:50）
  - 詞：三谷幸喜／曲：平井堅／編曲：龜田誠治
3. Catch you（3:26）
  - 詞：平井堅／曲：平井堅、田中直／編曲：田中直（SUPA LOVE）
4. （less vocal）（5:09）

### DVD
Ken's Bar 10th Anniversary 「Ken's Bar II」Release Special Party in YOKOHAMA
1. （我有多喜歡你 你不知道）
2. Heart Of Mine
3. （即使離別）
4. even if